# Мальчишки (фильм, 1969)
«Мальчишки» — художественный фильм, состоит из двух новелл: «Новенький» (реж. Аян Шахмалиева) и «Это именно я» (реж. Леонид Макарычев).

## «Новенький»

### Сюжет
Боря и его мать возвращаются из Уфы, где были в эвакуации, в родной Ленинград. Боря пытается подружиться с главным в дворовой компании Толей Волковым, который в это самое время в первый раз влюбился.

### В ролях
- Майя Булгакова — мать Бори
- Андрей Константинов — Боря
- Александр Подошвин — Волков
- Татьяна Доронина — девочка
- Александр Кавалеров — Сморыга
- Михаил Кононов — Гоша

### Съёмочная группа
- Автор сценария: Игорь Ефимов
- Режиссёр-постановщик: Аян Шахмалиева
- Оператор-постановщик: Яков Склянский
- Композитор: Виктор Лебедев

## «Это именно я»

### Сюжет
Новый физрук обнаруживает у круглого отличника Саши Горохова неплохие данные и надеется воспитать из него боксёра. Но это не интересует самого Сашу с его новыми интересами.

### В ролях
- Виктор Жуков — Саша Горохов
- Лариса Тараненко — Таня
- Геннадий Дюдяев — Лубенец
- Владимир Донцов — Слава
- Антонина Павлычева — бабушка
- Георгий Штиль — Коробкин
- Владимир Рецептер — Эдуард Иванович
- Михаил Ладыгин — отец Лубенца

### Съёмочная группа
- Автор сценария: Валерий Попов
- Режиссёр-постановщик: Леонид Макарычев
- Главные операторы: Владимир Грамматиков, Борис Тимковский
- Композитор: Владислав Кладницкий